# Брецина, Томас
То́мас Ко́нрад Бреци́на (нем. Thomas Conrad Brezina, 30 января 1963 года, Вена, Австрия) — австрийский детский писатель, автор более 550 произведений, переведённых на 35 языков мира. Ведёт детские передачи на австрийском телеканале ORF. К известнейшим произведениям относится серия молодёжных детективов «Кникербокер-банда», выпускаемая с 1990 года, и серия детских рассказов о говорящем велосипеде «Том Турбо», по мотивам которой снимается детская одноимённая телепередача на ORF.

## Биография
Томас Конрад Брецина родился 30 января 1963 года в Вене, был вторым ребенком в семье. Его отец Конрад был радиологом, а мать Эльфрида преподавала музыку в школе. С детства любил читать книги самостоятельно или когда ему читал брат, который на 5 лет старше. Любимой книгой Томаса была «Мы все из Бюллербю» шведской писательницы Астрид Линдгрен. Он начал писать в возрасте восьми лет. Его первая история была о мышке на Юпитере, но она потерялась.
Английский язык был его любимым предметом в школе, при этом немецкий — одним из нелюбимых. Этому было две причины. Во-первых, он считал, что литературная история преподавалась просто как куча данных и фактов, во-вторых, слишком много внимания уделялось правописанию, даже в творческих фазах. Будучи 15-летним школьником, он получил «Большую австрийскую молодежную премию» за его сценарии для детского кукольного телесериала «Тим, Том и Доминик». В 1979 году он начал работать кукольником в телевизионном шоу у Арминио Ротштейна в роли клоуна Хабакука. Там же он играл злого колдуна Тинтифакса.
Телесериал «Доктор и любимые животные» побудил Томаса после окончания средней школы учиться в университете ветеринарной медицины. Брецина прервал обучение в университете, т. к. понял, что не может смотреть на вскрытых животных. Сразу после он пошел учиться в театральный университет. В 20 лет он завершил практику в ORF, где  был помощником режиссера детской программы «У плотины» и писал сценарий для радиопостановок «Сказки на ночь». Вскоре Брецина смог проявить себя в качестве редактора, режиссера и, наконец, ведущего детских и юношеских передач.
В 1989 году Томас в нескольких словах представляет свою идею о серии «Кникербокер-банда» менеджеру по продажам издательства Брайтшопф - Вернеру Бруннеру. В 1990 году Брайтшопф выпускает первую книгу из серии «Кникербокер-банда» под названием «Тайна снежного монстра». Три года спустя Томас Брецина начал серию детских рассказов о говорящем велосипеде «Том Турбо», по которому впоследствии начали снимать телесериал. Затем последовали другие успешные серии книг: «Семь лап для Пенни», «Нет, мальчики! Доступ только ведьмам!» или «Дело для вас и команды тигров». Благодаря команде Тигр он получил громадный успех на международном уровне, особенно в Китае, даже превзошел «Гарри Поттера». Поэтому неудивительно, что в Китае его называют «мастером приключений». В 2008 году начал заниматься производством детской телепрограммы Окидоки на ORF.
Томас живет в Вене и каждый год на 3-4 месяца ездит в Лондон. В 2016 году в Лондоне он вступил в брак со своим другом Иво Белаичем (Ivo Belajic).

## Произведения
- НЛО по имени Амадей
- SOS с корабля-призрака
- Когда часы пробьют 13
- Призрак в школе
- Ночь белых вампиров
- Шоколад ужаса
- Тайна снежного монстра
- По следам пиратов Боденского озера
- Где миллионный аист?
- Бочка с мёртвой головой
- Призрак дракона в полночь
- Место встречи - мельница ужасов
- Охота на портовую акулу
- Зов кукушки ужасов
- Меч султана-зомби
- Проклятие чёрного рыцаря
- серия книг «Только для маленьких колдуний»
- серия книг «Марк Мега и Фантом»

## Фильмография

### Сценарист
- 1988 — Хелми[нем.]
- 1993 — Том Турбо
- 1994 — По горячим следам
- 1994 — Тайна гробницы
- 1997 — Кникербокер банда
- 2006 — Клад дракона[нем.]
- 2008 — Головоломки фараона
- 2010 — Команда Тигра - Гора 1000 Драконов[нем.]
- 2011 — Пиратское радио Франца Фердинанда
- 2013 — Азбука медведя
- 2013 — Том Турбо:Фильм
- 2015 — Гениальный выстрел

## Награды и премии
- 1978: Большая австрийская молодёжная премия (Großer Österreichischer Jugendpreis)
- 1992: Белое перо на фестивале детской культуры (Die Weiße Feder)
- 1993: Почётный гражданин в парижском Диснейленде
- 1993, 1995 и 1997: «Штирийская читающая сова» (Steirische Leseeule)
- 1994: Золотая книга (Das goldene Buch)
- 2002: Золотой почётный знак За заслуги перед Австрийской Республикой (Goldenes Verdienstzeichen der Republik Österreich)
- 2003: Китайская национальная книжная премия (National Book Award China)
- 2004: Телевизионная премия Romy за передачу «Исследовательский экспресс» («Forscherexpress»)
- 2006: Австрийская книжная премия в категории «Писатель 2006 года»
- 2013: Buchliebling - Писатель года